# Johann Gottfried Galle

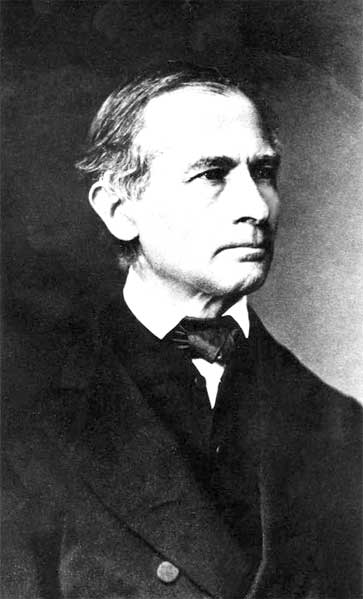
Johann Gottfried Galle

Johann Gottfried Galle (Radis, 9 juni 1812 - Potsdam, 10 juli 1910)  was een Duits astronoom, die voornamelijk bekend werd als (mede)ontdekker van de planeet Neptunus in 1846. De planeet werd eerder waargenomen, maar niet als dusdanig herkend. De ontdekking was gebaseerd op berekeningen van de Franse astronoom Urbain Le Verrier.
Galle ontdekte in 1838 ook de moeilijk zichtbare floersring of C-ring van Saturnus en drie kometen in 1839 en 1840. Hij ontwikkelde ook een manier voor het meten van de zonne-parallax aan de hand van parallaxen van planetoïden die hij voor het eerst toepaste op de planetoïde (8) Flora, waardoor hij destijds ook tot de meest nauwkeurige afstandmetingen kwam.

## Levensloop
Galle studeerde aan het gymnasium in Wittenberg, vervolgens aan de universiteit van Berlijn, waarna hij van 1833 tot 1835 wiskundeleraar was in Guben en Berlijn.
In 1835 werd hij assistent van Johann Franz Encke in de nieuwe sterrenwacht van Berlijn. Het is op deze sterrenwacht dat Galle zijn belangrijkste ontdekkingen doet. Zijn ontdekking van de C-ring van Saturnus kreeg echter weinig aandacht, tot hij in 1850 werd herontdekt door de Amerikanen William Cranch Bond en George Phillips Bond. Galle trad toen opnieuw op de voorgrond naar aanleiding van de discussie over de veranderlijkheid van de ringen, waaraan hij met zijn observaties van de jaren 30 bijdroeg. Zijn ontdekking van drie kometen in 1839 kreeg meer aandacht omdat er toen al langere tijd geen nieuwe kometen meer waren ontdekt. In 1847 publiceerde hij met Encke zijn eerste overzicht met gegevens van 178 kometen, ontdekt tussen 317 v.Chr. tot 1847 n.Chr.
In 1851 volgt Galle Palm Heinrich Ludwig von Boguslawski op als professor aan de universiteit en directeur van de sterrenwacht in Breslau. Hij zou de sterrenwacht meer dan 45 jaar lang besturen en zich onder meer toeleggen op het ontwikkelen van methodes om de banen te berekenen van kometen, meteoren en planeten. In 1873 publiceerde hij zijn methode voor het berekenen van de zonne-parallax. In 1894 publiceert hij samen met zijn zoon een overzicht met de baangegevens van alle toenmalig bekende kometen. Galle bestudeerde ook het Noorderlicht en het klimaat en aardmagnetisme in Breslau.
In 1897 verhuisde Galle naar Potsdam. Hij was gehuwd en vader van twee zonen. Hij overleed op 98-jarige leeftijd.

## Ontdekking van Neptunus
Zijn doctoraatsthesis in 1845 wordt in zekere zin de aanleiding voor zijn  ontdekking van Neptunus. Hij bespreekt daarin de observaties van de Kopenhaagse astronoom Ole Rømer en bepaalt de posities van een tachtigtal sterren, de zon, de maan en de planeten voor de periode van 20 tot 23 oktober 1706. De gegevens uit deze periode waren de enige die gered waren na een brand in 1728. Galle stuurt zijn thesis op naar de Franse astronoom Le Verrier. Die antwoordt pas een jaar later in 1846. In zijn dankbrief vraagt Le Verrier om een planeet op te sporen die verantwoordelijk zou kunnen zijn voor de baanverstoringen van Uranus.
In Engeland was enkele jaren tevoren John Couch Adams begonnen aan het berekenen van de positie van de te verwachten nieuwe planeet op basis van de onregelmatigheden in de baan van Uranus. Halverwege 1845 deelde hij zijn resultaten mee aan James Challis, astronomieprofessor in Cambridge en ook aan George Airy, Astronomer Royal in Greenwich, maar om een of andere reden werd de zoektocht in Engeland niet opgestart. Le Verrier was onafhankelijk van Adams in 1846 ook tot een positiebepaling gekomen. Toen Airy van de berekeningen van Le Verrier op de hoogte was, gaf hij Challis de opdracht om naar de planeet te zoeken, maar die bleek niet gehaast. Blijkbaar zag hij Neptunus wel, maar herkende haar niet als dusdanig. Ook in Frankrijk kon Le Verrier niemand overtuigen, zodat hij ten slotte naar Galle schreef. 
Galle ontvangt de brief in de ochtend van 23 september en krijgt van de directeur van het observatorium Encke de toelating om de 23 cm refractor te gebruiken voor de speurtocht. Nog diezelfde avond gaat Galle met Heinrich Louis d’Arrest aan de slag om de positie die Le Verrier had aangegeven te bestuderen. Ze ontdekken daar een ster van magnitude 8 en kunnen de volgende nacht vaststellen dat haar positie is verschoven. Het blijkt om de voorspelde planeet te gaan die de naam Neptunus krijgt. Galle zelf liet alle eer aan Le Verrier, maar ontvangt voor zijn ontdekking wel de hoogste onderscheiding van het Franse Légion d’honneur.
De Deense koning onderscheidde hem met de exclusieve medaille "Ingenio et Arti".

## Werken
- Proposal to determine the solar parallax by observations of Flora, Monthly Notices of the Royal Astronomical Society, Vol. 33, p.492 (1873)